# Втрати силових структур РФ внаслідок збройного конфлікту на Північному Кавказі (з 2014)
У статті наведено список військовослужбовців та співробітників правоохороних органів РФ, що загинули під час боротьби з національно-визвольними рухами Північного Кавказу у починаючи з лютого 2014 року, тобто від початку російської збройної агресії проти України (Другий фронт на Кавказі). Російське регіональне інтернет-ЗМІ "Кавказский узел" стрверджує, що в 2014 році на Північному Кавказі загинуло 42 російських силовиків, в 2015 — 16, в 2016 — 28.

## Поіменний список убитих
| №  | Світлина / Емблема | Прізвище, ім'я, по батькові                          | Звання                     | Посада / підрозділ | Участь в інших війнах                              | Дата загибелі                | Місце загибелі                                    | Примітки |
| 1  |                    | Ємельянов Микола (рос. Емельянов Николай)            | майор поліції              | (посада — не встановлена), СОБР м. Красноярськ | Друга чеченська війна                              | 25 березня 2014 (39 років)   | с. Первомайське, Хасав'юртівський район. Дагестан | нагороджений медаллю «За відвагу»                                                                            |
| 2  |                    | Надєєв Хапур Антонович (рос. Надеев Хапур Антонович) | капітан                    | командир інженерно-саперної роти, 46-та окрема бригада оперативного призначення, ВВ МВС РФ |                                                    | 3 квітня 2014 (32 роки)      | с. Янді, Чечня                                    | нагороджений медаллю «За відвагу» (посмертно)                                                                |
| 3  |                    | Ахмадов Фелікс Азадович                              | сержант                    | (посада — не встановлена), 46-та окрема бригада оперативного призначення, ВВ МВС РФ |                                                    | 3 квітня 2014 (39/40 років)  | с. Янді, Чечня                                    | нагороджений медаллю «За відвагу» (посмертно)                                                                |
| 4  |                    | Магомедов Руслан Адиширонович                        | старший лейтенант          | (посада — не встановлена), 46-та окрема бригада оперативного призначення, ВВ МВС РФ |                                                    | 3 квітня 2014                | с. Янді, Чечня                                    | нагороджений медаллю «За відвагу» (посмертно)                                                                |
| 5  |                    | Джабатаєв Аяр Каусислказимович                       | молодший сержант           | (посада — не встановлена), військова частина 3484 ВВ МВС, м. Бійськ, Алтайський край |                                                    | 3 квітня 2014 (25 років)     | с. Янді, Чечня                                    | нагороджений медаллю «За відвагу» (посмертно)                                                                |
| 6  |                    | Давудов Мутаалім                                     | старший лейтенант          | заступник командира оперативної роти ОМОН МВС за Республікою Дагестан |                                                    | 9 квітня 2014 (40/41 рік)    | Табасаранський район, Дагестан                    | |
| 7  |                    | Хасієв Ілез                                          | молодший сержант           | сапер, Внутрішні війська МВС Росії |                                                    | 17 квітня 2014 (29 років)    | Алкун, Інгушетія                                  | |
| 8  |                    | ???                                                  | майор                      | співробітник управління Федеральної служби безпеки з Дагестану |                                                    | 8 травня 2014                | Махачкала                                         | |
| 9  |                    | Сагов Амір                                           | старший сержант поліції    | співробітник ППСМ при МВС РФ у Назранівському районі Інгушетії |                                                    | 13 травня 2014 (28 років)    | Плієво, Інгушетія                                 | |
| 10 |                    | Гусейнов Р. М.                                       | майор поліції              | (посада — не встановлена), поліція Дагестану |                                                    | 15 травня 2014 (38 років)    | Гунібський район, Дагестан                        | |
| 11 |                    | Алієв К.Д.                                           | старший лейтенант поліції  | (посада — не встановлена), поліція Дагестану |                                                    | 15 травня 2014 (39/40 років) | Гунібський район, Дагестан                        | |
| 12 |                    | Аліев М.А.                                           | сержант поліції            | (посада — не встановлена), поліція Дагестану |                                                    | 15 травня 2014 (26 років)    | Гунібський район, Дагестан                        | |
| 13 |                    | Агапов Дмитро                                        | рядовий                    | (посада — не встановлена), 49-а окрема бригада оперативного призначення |                                                    | 18 травня 2014 (31 рік)      | Чечня                                             | нагороджений медаллю «За відвагу» (посмертно)                                                                |
| 14 |                    | Нечаєв Іван Сергійович                               | старший лейтенант          | співробітник Служби спеціального призначення ЦСН ФСБ Росії (м. Єсентуки) |                                                    | 23 травня 2014 (27 років)    | Баксан                                            | нагороджений орденом Мужності (посмертно)                                                                    |
| 15 |                    | Тедєєв Сослан                                        | капітан                    | командир розвідувальної роти військової частини внутрішніх військ МВС, (підрозділ — не встановлена)                                                                                            | Друга чеченська війна                              | 2 червня 2014 (29 років)     | с. Берд–Юрт, Інгушетія                            | нагороджений орденом Мужності (посмертно)                                                                    |
| 16 |                    | Допаєв Ахмед                                         | прапорщик поліції          | співробітник патрульно-постової служби Чечні |                                                    | 22 червня 2014 (39 років)    | Грозний                                           | нагороджений орденом Кадирова (посмертно)                                                                    |
| 17 |                    | Гладченко Олександр Олександрович                    | старший лейтенант поліції  | співробітник ОМОН УМВС Росії з Хабаровського краю |                                                    | 6 липня 2014 (30 років)      | Унцукульський район, Дагестан                     | |
| 18 |                    | Селімгереєв Айтемир Магомедович                      | полковник                  | заступник начальника відділу Центру з протидії екстремізму та тероризму Міністерства внутрішніх справ Республіки Дагестан                                                                      | Друга чеченська війна                              | 9 липня 2014 (54 роки)       | Кизилюрт                                          | нагороджений двома орденами Мужності                                                                         |
| 19 |                    | ???                                                  | майор поліції              | (посада — не встановлена), МВС Дагестану |                                                    | 9 липня 2014                 | Хасав'юртівський район                            | |
| 20 |                    | Гамов Олег                                           | прапорщик                  | (посада — не встановлена), 46-та окрема бригада оперативного призначення, ВВ МВС РФ |                                                    | 27 липня 2014                | с. Яндаре, Інгушетія                              | |
| 21 |                    | ???                                                  |                            | (посада — не встановлена), поліція Дагестану |                                                    | 5 серпня 2014                | Шамільський район, Дагестан                       | |
| 22 |                    | Саліхов Темирхан                                     | підполковник поліції       | Заступник начальника Державтоінспекції м. Махачкали |                                                    | 8 серпня 2014                | Махачкала                                         | |
| 23 |                    | Кононов Олександр Іванович                           | підполковник               | (посада — не встановлена), Сили спеціальних операцій Російської Федерації | Друга чеченська війна                              | 12 серпня 2014 (36 років)    | Дагестан                                          | нагороджений званням «Герой Російської Федерації» (посмертно)                                                |
| 24 |                    | Цечоєв Зубейр Юсупович                               | сержант поліції            | співробітник ОМОН МВС у Республіці Інгушетія |                                                    | 21 вересня 2014 (24 роки)    | Карабулак                                         | нагороджений орденом Мужності (посмертно)                                                                    |
| 25 |                    | Орзамаєв Хамзат Усманович                            | лейтенант                  | (посада — не встановлена), поліція м. Грозний |                                                    | 5 жовтня 2014 (23 роки)      | Грозний                                           | |
| 26 |                    | Бецаєв Вахід Якубович                                | майор поліції              | старший інспектор зі здійснення адміністративного нагляду відділу дільничних уповноважених поліції та у справах неповнолітніх підрозділу охорони громадського порядку УМВС Росії у м. Грозному | Друга чеченська війна                              | 5 жовтня 2014 (46 років)     | Грозний                                           | |
| 27 |                    | Шатаєв Іса Жаналович                                 | старший лейтенант поліції  | черговий ІТТ УМВС Росії по м. Грозний |                                                    | 5 жовтня 2014 (45/46 років)  | Грозний                                           | |
| 28 |                    | Шокаєв Валід Ісаєвич                                 | старший лейтенант поліції  | інспектор ОУУПіПДН УМВС Росії по м. Грозний | Друга чеченська війна                              | 5 жовтня 2014 (38/39 років)  | Грозний                                           | |
| 29 |                    | Мальсагов Абас Мутушевич                             | прапорщик поліції          | помічник оперативного чергового з «02» УМВС Росії з м. Грозний |                                                    | 5 жовтня 2014 (39/40 років)  | Грозний                                           | |
| 30 |                    | Лабутін Юрій Євгенович                               | прапорщик поліції          | боєць оперативного взводу оперативної роти ОМОН ГУ МВС Росії по Самарській області (м. Тольятті)                                                                                               |                                                    | 6 жовтня 2014                | с. Манапкала, Кизилюртівський район, Дагестан     | нагороджений орденом Мужності (посмертно)                                                                    |
| 31 |                    | Мусаєв Магомед Махмудович                            | старший лейтенант          | (посада — не встановлена), ФСБ Дагестану |                                                    | 6 жовтня 2014 (43 роки)      | с. Манапкала, Кизилюртівський район, Дагестан     | нагороджений орденом Мужності (посмертно)                                                                    |
| 32 |                    | Шкахов Мартин                                        | лейтенант поліції          | співробітник окремого батальйону ДІБДР МВС по Кабардино-Балкарській Республіці |                                                    | 18 жовтня 2014               | Нальчик                                           | |
| 33 |                    | Нікульшин Андрій                                     | майор поліції              | начальник ІТО ОМОН МВС у Кабардино-Балкарській Республіці |                                                    | 18 жовтня 2014               | Нальчик                                           | |
| 34 |                    | Машуков Аслан                                        | підполковник поліції       | (посада — не встановлена), поліція Кабардино-Балкарії |                                                    | 5 листопада 2014             | Нальчик                                           | |
| 35 |                    | ???                                                  |                            | співробітник ДІБДР Інгушетії |                                                    | 24 листопада 2014            | Магас                                             | |
| 36 |                    | Закаєв Магомед Сайд-Ахмедович                        | лейтенант поліції          | співробітник 1-го полку ППС імені Ахмата-Хаджі Кадирова |                                                    | 4 грудня 2014 (28 років)     | Грозний                                           | |
| 37 |                    | Гедієв Салман Алахазурович                           | капітан поліції            | інспектор з обліково-реєстраційної та статистичної роботи групи інформаційного забезпечення штабу Управління МВС Росії у м. Грозний                                                            |                                                    | 4 грудня 2014 (49 років)     | Грозний                                           | |
| 38 |                    | Муслімов Мурад Абдул-Вахідович                       | майор поліції              | старший інспектор відділення організації служби полку ППСП ім. Героя Росії А. А. Кадирова | Друга чеченська війна                              | 4 грудня 2014 (34 роки)      | Грозний                                           | нагороджений медаллю «За доблесть у службі» (МВС РФ)                                                         |
| 39 |                    | Адаєв Шаміль Шамсувієвич                             | молодший сержант поліції   | співробітник 25-го взводу полку ППСП ім. Героя Росії А. А. Кадирова |                                                    | 4 грудня 2014 (27 років)     | Грозний                                           | |
| 40 |                    | Мажидов Майрбек Едуардович                           | сержант поліції            | співробітник ДПС м. Грозний |                                                    | 4 грудня 2014 (21 рік)       | Грозний                                           | |
| 41 |                    | Кутаєв Арсен Махамдійович                            | лейтенант поліції          | інспектор дорожньо-патрульної служби спеціалізованого батальйону ДПС державної інспекції безпеки дорожнього руху оперативного реагування МВС щодо ЧР                                           |                                                    | 4 грудня 2014 (30 років)     | Грозний                                           | |
| 42 |                    | Зінгієв Якуб Різванович                              | сержант поліції            | співробітник позавідомчої охорони по Гудермеському району ФФГКУ УВО МВС |                                                    | 4 грудня 2014 (22 роки)      | Грозний                                           | |
| 43 |                    | Джамбулатов Абдулла Алаудінович                      | лейтенант поліції          | командир взводу міжрайонного відділу позавідомчої охорони УВО МВС у Чеченській Республіці |                                                    | 4 грудня 2014                | Грозний                                           | |
| 44 |                    | Оздемиров Арсланбек Надірбекович                     | лейтенант поліції          | співробітник спеціалізованого батальйону ДПС ДІБДР оперативного реагування МВС з ЧР |                                                    | 4 грудня 2014 (31 рік)       | Грозний                                           | |
| 45 |                    | Хабусієв Рукман Хаманович                            | лейтенант поліції          | інспектор дорожньо-патрульної служби спеціалізованого батальйону ДПС державної інспекції безпеки дорожнього руху оперативного реагування МВС у Чеченській Республіці                           | Друга чеченська війна                              | 4 грудня 2014 (37 років)     | Грозний, Чечня                                    | |
| 46 |                    | Ахмадов Хаважі Ісаєвич                               | старший лейтенант поліції  | інспектор дорожньо-патрульної служби спеціалізованого батальйону ДПС державної інспекції безпеки дорожнього руху оперативного реагування МВС у ЧР                                              |                                                    | 4 грудня 2014 (33 роки)      | Грозний                                           | |
| 47 |                    | Магомадов Іслам                                      | сержант поліції            | боєць загону мобільного особливого призначення (ОМОН) МВС РФ з ЧР |                                                    | 4 грудня 2014 (30 років)     | Грозний                                           | |
| 48 |                    | Умхаєв Іса Хізірович                                 | сержант поліції            | співробітник полку патрульно-постової служби поліції Управління МВС Росії у м. Грозний |                                                    | 4 грудня 2014 (28 років)     | Грозний                                           | |
|    |                    | Горбатовський Павло Ігорович                         | єфрейтор                   | старший стрілець 2-ї групи спеціального призначення 604-го Центру спеціального призначення «Вітязь»                                                                                            |                                                    | 26 лютого 2015               | с. Нечаївка, Кизилюртівський район, Дагестан      | нагороджений орденом Мужності (посмертно)                                                                    |
|    |                    | Мордвін Микола                                       | майор                      | заступник командира одного з підрозділів спецпідготовки ВВ МВС |                                                    | 1 березня 2015               | Шалажі, Чечня                                     | |
|    |                    | Гамзатов Магомед Гамзатович                          | лейтенант                  | оперуповноваженим ВСОМ (відділ супроводу оперативних заходів) УФСБ Росії у Республіці Дагестан                                                                                                 |                                                    | 10 жовтня 2015 (30 років)    | Гімри                                             | нагороджений орденом «За заслуги перед Вітчизною» 4 ступеня з мечами (посмертно)                             |
|    |                    | Святкін Юрій Дмитрович                               | капітан поліції            | інспектор (патрульно-постової служби) 4 мобільного взводу 1 роти окремого батальйону патрульно-постової служби поліції УМВС Росії по м. Саранськ                                               |                                                    | 15 лютого 2016 (36 років)    | с. Джемикент, Дагестан                            | нагороджений орденом Мужності (посмертно)                                                                    |
|    |                    | Фатахов Давид Гаджімагомедович                       | лейтенант поліції          | інспектор ДПС з РД |                                                    | 15 лютого 2016 (35 років)    | с. Джемикент, Дагестан                            | нагороджений орденом Мужності (посмертно)                                                                    |
|    |                    | Марьєнков Ігор Валерійович                           | підполковник               | начальник 1-го відділення 5-го відділу ЦСП ФСБ Росії | Друга чеченська війна                              | 16 червня 2016 (41 рік)      | Касумкент, Дагестан                               | нагороджений званням «Герой Російської Федерації» (посмертно)                                                |
|    |                    | Нурбагандов Магомед Нурбагандович                    | старший лейтенант          | юрисконсульт відділу позавідомчої охорони Управління ФСВНГ Росії з РД у місті Каспійську |                                                    | 10 липня 2016 (31 рік)       | Сергокала, Дагестан                               | нагороджений званням «Герой Російської Федерації» (посмертно)                                                |
|    |                    | ???                                                  |                            | військовослужбовець, 46-та окрема бригада оперативного призначення |                                                    | 9 жовтня 2016                | Мескер-Юрт, Чечня                                 | |
|    |                    | Богомолов Олександр Станіславович                    | полковник                  | начальник відділу спеціального призначення (РОСП) "Ворон" Управління ФСБ РФ по Воронезькій області                                                                                             | Перша чеченська війна Друга чеченська війна        | 24 листопада 2016 (43 роки)  | Назрань                                           | нагороджений званням «Герой Російської Федерації» (посмертно)                                                |
|    |                    | Хашумов Хамзат                                       | рядовий                    | стрілець, 46-та окрема бригада оперативного призначення |                                                    | 11 січня 2017                | с. Цоці-Юрт, Чечня                                | |
|    |                    | Хутаєв Бекхан                                        | єфрейтор                   | старший кулеметник, 46-та окрема бригада оперативного призначення |                                                    | 11 січня 2017                | с. Цоці-Юрт, Чечня                                | |
|    |                    | Гурат Дмитро Валерійович                             | молодший сержант           | (посада — не встановлена), 140-й артилерійський полк Росгвардії |                                                    | 24 березня 2017              | Наурський район, Чечня                            | |
|    |                    | Рамазанов Арсен Набієвич                             | рядовий                    | (посада — не встановлена), 140-й артилерійський полк Росгвардії |                                                    | 24 березня 2017 (30 років)   | Наурський район, Чечня                            | |
|    |                    | Алієв Амін Магомедович                               | сержант                    | (посада — не встановлена), 140-й артилерійський полк Росгвардії |                                                    | 24 березня 2017              | Наурський район, Чечня                            | |
|    |                    | Акбієв Заурбек Резванович                            | єфрейтор                   | (посада — не встановлена), 140-й артилерійський полк Росгвардії |                                                    | 24 березня 2017              | Наурський район, Чечня                            | |
|    |                    | Єрмолаєв Анатолій Володимирович                      | старшина                   | (посада — не встановлена), 140-й артилерійський полк Росгвардії |                                                    | 24 березня 2017              | Наурський район, Чечня                            | |
|    |                    | Кучукбаєв Ільдус Зіннатович                          | молодший сержант           | (посада — не встановлена), 140-й артилерійський полк Росгвардії |                                                    | 24 березня 2017 (32 роки)    | Наурський район, Чечня                            | |
|    |                    | Мержоєв Акроман                                      | лейтенант поліції          | (посада — не встановлена), ДПС Інгушетії |                                                    | 8 квітня 2017 (29 років)     | Малгобек                                          | |
|    |                    | Картоєв Зелімхан Магомедович                         | лейтенант поліції          | інспектор ВДІБДР МО МВС Росії «Малгобецький» |                                                    | 8 квітня 2017 (29 років)     | Малгобек                                          | нагороджений орденом Мужності (посмертно)                                                                    |
|    |                    | Байбутлов Олександр Павлович                         | підполковник               | старший водолазний спеціаліст 2 відділення 3 відділу 2 служби «СН» Центру спеціального призначення ФСБ Росії                                                                                   | Анексія Криму (2014)                               | 28 серпня 2017 (40 років)    | Хасав'юрт                                         | один із колишніх співробітників СБУ в Криму, які навесні 2014 року зрадили присязі та перейшли на бік ворога |
|    |                    | Ракицький Денис Сергійович                           | підполковник               | співробітник севастопольської групи "Альфа" ФСБ Росії | Анексія Криму (2014)                               | 28 серпня 2017 (40 років)    | Хасав'юрт                                         | нагороджений медаллю медаллю «За повернення Криму»                                                           |
|    |                    | Устарханов Абубакар                                  |                            | начальник відділу поліції села Автури |                                                    | 3 січня 2018                 | с. Автури, Чечня                                  | |
|    |                    | Конопляник К.                                        | підполковник               | (посада — не встановлена), 205-та окрема мотострілецька бригада |                                                    | 28 січня 2018                | Грозний                                           | |
|    |                    | Прокоф'єв Віктор Анатолійович                        | капітан                    | оперуповноважений 1-го відділу Управління «В» ЦСН ФСБ Росії |                                                    | 15 лютого 2018 (29 років)    | Харачі, Дагестан                                  | нагороджений двома орденами Мужності                                                                         |
|    |                    | Горсков Володимир Юрійович                           | старший сержант поліції    | поліцейський окремого взводу патрульно-постової служби поліції ОМВС Росії у Червоноармійському районі Саратовської області                                                                     |                                                    | 19 травня 2018 (29 років)    | Грозний                                           | |
|    |                    | Рахметов Кайрат Єстоопарович                         | старший сержант поліції    | поліцейський пост внутрішньої охорони групи режиму ізолятора тимчасового тримання підозрюваних та обвинувачених відділення поліції № 2 МО МВС Росії "Пугачівський" Саратовської області        |                                                    | 19 травня 2018 (31 рік)      | Грозний                                           | |
|    |                    | Дворников Олександр Сергійович                       | рядовий поліції            | поліцейський мобільного взводу окремого батальйону патрульно-постової служби поліції УМВС РФ по м. Новокузнецьк                                                                                |                                                    | 1 липня 2019                 | Ачхой-Мартановський район, Чечня                  | нагороджений орденом Мужності (посмертно)                                                                    |
|    |                    | Безельт Михайло                                      | єфрейтор                   | (посада — не встановлена), 76-та десантно-штурмова дивізія |                                                    | 21 серпня 2019 (22 роки)     | Ачхой-Мартановський район, Чечня                  | підірвався на міні                                                                                           |
|    |                    | Борисов Володимир Михайлович                         | майор                      | старший оперуповноважений 4 відділення 2 відділи Управління «В» ЦСН ФСБ | Анексія Криму (2014)                               | 13 квітня 2020 (40 років)    |                                                   | нагороджений орденом Мужності та двома медалями «За відвагу»                                                 |
|    |                    | Беширханов Тимерхан Шадідович                        | старший сержант поліції    | співробітник 2-го оперативного відділення 2-го оперативного взводу ОМОН (на транспорті) Управління Росгвардії по Чеченській Республіці                                                         |                                                    | 13 жовтня 2020 (22 роки)     | Грозний                                           | нагороджений орденом Мужності (посмертно)                                                                    |
|    |                    | Ісраїлов Ахмед Аюб-Ханович                           | лейтенант поліції          | командир 2 оперативного відділення 1 оперативного взводу ОМОН (на транспорті) Управління Росгвардії по Чеченській Республіці                                                                   |                                                    | 13 жовтня 2020 (26 років)    | Грозний                                           | нагороджений орденом Мужності (посмертно)                                                                    |
|    |                    | Джабраїлов Магомед Хізерович                         | молодший сержант поліції   | боєць взводу роти полку ППСП УМВС Росії по м. Грозний |                                                    | 28 грудня 2020 (22 роки)     | Грозний                                           | |
|    |                    | Джамалов Джабраїл                                    | молодший лейтенант поліції | співробітник Державтоінспекції у м. Грозний |                                                    | 21 листопада 2022            | Грозний                                           | |
|    |                    | Хаутієв Башир Ідрісович                              | майор поліції              | старший дільничний уповноважений поліції МВ МВС Росії «Малгобекський» | Повстання Ісламської держави на Північному Кавказі | 6 квітня 2023 (30 років)     | с. Зязіков-Юрт, Інгушетія                         | нагороджений орденом Мужності (посмертно)                                                                    |
|    |                    | Альохін Максим Сергійович                            | капітан поліції            | начальник пункту поліції «Петровський» УМВС Росії по місту Тула |                                                    | 6 квітня 2023 (39 років)     | с. Зязіков-Юрт, Інгушетія                         | нагороджений орденом Мужності (посмертно)                                                                    |
|    |                    | Родіонов Максим Юрійович                             | сержант поліції            | помічник чергового ІТТ МОМВС Росії «Єфремовський» Тульської області |                                                    | 6 квітня 2023 (25 років)     | с. Зязіков-Юрт, Інгушетія                         | нагороджений орденом Мужності (посмертно)                                                                    |
|    |                    | Атмурзаєв Альберт                                    | підполковник поліції       | начальник відділення по роботі з особовим складом Тимчасового оперативного угруповання органів та підрозділів МВС Чечні                                                                        | Збройний конфлікт на Північному Кавказі            | 4 лютого 2024                | м. Грозний, Чечня                                 | |
|    |                    | Калаханов Мурат                                      | лейтенант поліції          | заступник командира мобільного взводу окремої роти ППС, (підрозділ — не встановлено) |                                                    | 22 квітня 2024               | Карачаєвськ                                       | |
|    |                    | Гущин Роман                                          | сержант поліції            | водій мобільного взводу окремої роти ППС, (підрозділ — не встановлено) |                                                    | 22 квітня 2024               | Карачаєвськ                                       | |
|    |                    | Валіков Антон                                        | підполковник поліції       | заступник начальника міжмуніципального відділу МВС Росії «Щучанський» УМВС Росії у Курганській області                                                                                         |                                                    | 28 квітня 2024               | с. Мара-Аяги, Карачаєво-Черкеська Республіка      | |
|    |                    | Артамонов Андрій                                     | старшина поліції           | поліцейський відділу № 1 УМВС РФ по м. Курган |                                                    | 28 квітня 2024               | с. Мара-Аяги, Карачаєво-Черкеська Республіка      | |
|    |                    | Бадмаєв Олександр                                    |                            | оперативник ФСБ, Калмикія |                                                    | 29 травня 2024               | Еліста                                            | ліквідований колегою у ході п'янки                                                                           |
|    |                    | Хідірнабієв Мавлудін                                 | підполковник поліції       | начальник поліції м. Дагестанські Огні |                                                    | 23 червня 2024               | Дербент                                           | |
|    |                    | Гасанбеков Тамерлан                                  | молодший лейтенант поліції | дізнавач ОД ОМВС Росії по Дербенту |                                                    | 23 червня 2024               | Дербент                                           | |
|    |                    | Гаджіалієв Сейфелмелук                               | капітан поліції            | оперуповноважений ОУР ОМВС Росії по Дербенту |                                                    | 23 червня 2024               | Дербент                                           | |
|    |                    | Мезенцев Віталій                                     | лейтенант поліції          | інспектор ОВ ДПС ДІБДР МО МВС Росії «Заводоуковський», Тюменська область |                                                    | 23 червня 2024 (31 рік)      | Махачкала                                         | |
|    |                    | Атциєв Рамазан                                       | прапорщик поліції          | співробітник позавідомчої охорони Управління Росгвардії у Республіці Дагестан |                                                    | 23 червня 2024               | Махачкала                                         | |
|    |                    | Ісмаїлов Ейнар                                       | старший лейтенант поліції  | замкомандира взводу ПРО ППСП у Дербенті |                                                    | 23 червня 2024               | Дербент                                           | нагороджений орденом Мужності (посмертно)                                                                    |
|    |                    | Бутаєв Мугудін                                       | молодший лейтенант поліції | інспектор полку ДПС ДІБДР МВС з РД |                                                    | 23 червня 2024               |                                                   | |
|    |                    | Насруллаєв Наріман                                   | сержант поліції            | поліцейський ОМВС Росії по Дербенту |                                                    | 25 червня 2024 (24 роки)     | Дербент                                           | помер від поранень в лікарні                                                                                 |
|    |                    | Аушев Ілез                                           |                            | (посада — не встановлена), Головне управління протидії екстремізму МВС Росії |                                                    | 11 жовтня 2024               | Магас                                             | |
|    |                    | Аушев Амір                                           |                            | (посада — не встановлена), Головне управління протидії екстремізму МВС Росії |                                                    | 11 жовтня 2024               | Магас                                             | |
|    |                    | Терещенко Дмитро                                     |                            | (посада — не встановлена), 46-та окрема бригада оперативного призначення |                                                    | 24 жовтня 2024 (34 роки)     | Петропавловська, Чечня                            | |
|    |                    | Дубаєв Рамзан                                        | прапорщик поліції          | (посада — не встановлена), Патрульно-постова служба Чечні |                                                    | 8 квітня 2025                | Ачхой-Мартан                                      | |